# Janet Simpson
Janet Mary Simpson-Clerc, angleška atletinja, * 2. september 1944, Chipping Barnet, Anglija, Združeno kraljestvo, † 14. marec 2010.
Nastopila je na olimpijskih igrah v letih 1964, 1968 in 1972, leta 1964 je osvojila bronasto medaljo v štafeti 4x100 m, ob tem je dosegla četrto mesto v teku na 400 m, peto v štafeti 4x400 m ter sedmi v teku na 200 m in štafeti 4x100 m. Na evropskih prvenstvih je osvojila naslov prvakinje v štafeti 4x400 m leta 1969, na igrah skupnosti narodov pa srebrno medaljo v štafeti 4x110 jardov.
Tudi njena mati Violet Webb in mož Philippe Clerc sta bila atleta.